# Eccellenza Basilicata 2016-2017
Il campionato italiano di calcio di Eccellenza regionale 2016-2017 è stato il ventiseiesimo organizzato in Italia. Rappresentava il quinto livello del calcio italiano.

## Stagione

### Aggiornamenti
Dal campionato di Eccellenza Basilicata 2015-2016 era stato promosso in Serie D il Vultur Rionero, mentre lo Sporting Pignola e il Ferrandina erano stati retrocessi nel campionato di Promozione Basilicata. Dal campionato di Promozione Basilicata 2015-2016 erano stati promossi in Eccellenza l'Alto Bradano, primo classificato, e il Real Senise, vincitore dei play-off promozione.
L'AZ Picerno, che era stato retrocesso in Eccellenza, è stato ripescato in Serie D, mentre l'F.C. Satriano ha rinunciato al campionato di Eccellenza, richiedendo l'iscrizione al campionato di Prima Categoria. Di conseguenza, sono stati ammessi al campionato di Eccellenza il Brienza e il Perticara, rispettivamente secondo e terzo classificato nel campionato di Promozione Basilicata 2015-2016.
L'A.S.D. Perticara ha cambiato denominazione in A.S.D. Corleto Perticara. L'A.S.D. Villa d'Agri Calcio di Marsicovetere e l'A.C. Real Grumento di Grumento Nova si sono fuse, dando vita all'A.S.D. Grumentum-Val d'Agri con sede a Grumento Nova.
Sono 13 le squadre della provincia di Potenza e 3 quelle della Provincia di Matera.

### Formula
Le 16 squadre partecipanti disputano un girone all'italiana con partite di andata e ritorno per un totale di 30 giornate. La prima classificata viene promossa in Serie D. Le squadre classificate dal secondo al quinto posto sono ammesse ai play-off per decretare quale squadra partecipa agli spareggi nazionali per la promozione in Serie D. L'ultima classificata viene retrocessa direttamente nel campionato di Promozione. Le squadre classificate dal dodicesimo al quindicesimo posto sono ammesse ai play-out per decretare una retrocessione in Promozione.

## Squadre partecipanti
| Club                                   | Città (provincia)       | Stadio                             | Stagione 2015-2016           |
| -------------------------------------- | ----------------------- | ---------------------------------- | ---------------------------- |
| Pol.D. Alto Bradano                    | Genzano di Lucania (PZ) | Stadio comunale                    | 1º in Promozione Basilicata  |
| A.S.D. Angelo Cristofaro Oppido Lucano | Oppido Lucano (PZ)      | Stadio comunale                    | 3º in Eccellenza Basilicata  |
| Brienza Calcio                         | Brienza (PZ)            | Stadio comunale                    | 2º in Promozione Basilicata  |
| A.S.D. Corleto Perticara               | Corleto Perticara (PZ)  | Stadio comunale                    | 4º in Promozione Basilicata  |
| A.S.D. Grumentum-Val d'Agri            | Grumento Nova (PZ)      | Stadio Antonio Coviello (Viggiano) | 5º in Eccellenza Basilicata  |
| A.S.D.Pol. Latronico Terme             | Latronico (PZ)          | Stadio comunale                    | 13º in Eccellenza Basilicata |
| U.S.D. Lavello                         | Lavello (PZ)            | Stadio Franco Pisicchio            | 7º in Eccellenza Basilicata  |
| Pol. Moliterno                         | Moliterno (PZ)          | Stadio Onofrio Venezia             | 10º in Eccellenza Basilicata |
| F.C. Murese Aurora 2000                | Muro Lucano (PZ)        | Stadio Comunale                    | 8º in Eccellenza Basilicata  |
| A.S.D. FC Pomarico                     | Pomarico (MT)           | Stadio La Manferrara               | 12º in Eccellenza Basilicata |
| A.S.D. Real Metapontino                | Montalbano Jonico (MT)  | Stadio Puccio Dellorusso           | 2º in Eccellenza Basilicata  |
| A.S.D. Real Senise                     | Senise (PZ)             | Stadio comunale                    | 3º in Promozione Basilicata  |
| A.S.D. Real Tolve                      | Tolve (PZ)              | Stadio San Rocco                   | 4º in Eccellenza Basilicata  |
| A.S.D. Soccer Lagonegro '04            | Lagonegro (PZ)          | Stadio Giuseppe Rossi              | 15º in Eccellenza Basilicata |
| U.S.D. Sporting Matera                 | Matera                  | Stadio Gaetano Scirea              | 9º in Eccellenza Basilicata  |
| U.S.D. Vitalba                         | Filiano (PZ)            | Stadio comunale                    | 11º in Eccellenza Basilicata |

## Classifica finale
Fonte: sito FIGC LND Comitato Regionale Basilicata.
|  | Pos. | Squadra                     | Pt | G  | V  | N  | P  | GF | GS | DR  |
|  | ---- | --------------------------- | -- | -- | -- | -- | -- | -- | -- | --- |
|  | 1.   | Real Metapontino            | 69 | 30 | 21 | 6  | 3  | 47 | 16 | +31 |
|  | 2.   | Soccer Lagonegro '04        | 65 | 30 | 20 | 5  | 5  | 65 | 20 | +45 |
|  | 3.   | A. Cristofaro Oppido Lucano | 57 | 30 | 17 | 6  | 7  | 69 | 42 | +27 |
|  | 4.   | Real Senise                 | 57 | 30 | 16 | 9  | 5  | 54 | 23 | +31 |
|  | 5.   | Moliterno                   | 51 | 30 | 13 | 12 | 5  | 59 | 35 | +24 |
|  | 6.   | Grumentum-Val d'Agri        | 51 | 30 | 15 | 6  | 9  | 43 | 36 | +7  |
|  | 7.   | Lavello                     | 42 | 30 | 11 | 9  | 10 | 36 | 32 | +4  |
|  | 8.   | Murese Aurora 2000          | 42 | 30 | 11 | 9  | 10 | 29 | 30 | -1  |
|  | 9.   | Alto Bradano                | 40 | 30 | 10 | 10 | 10 | 41 | 40 | +1  |
|  | 10.  | Latronico                   | 36 | 30 | 10 | 6  | 14 | 32 | 44 | -12 |
|  | 11.  | Real Tolve                  | 35 | 30 | 9  | 8  | 13 | 28 | 40 | -12 |
|  | 12.  | Vitalba                     | 31 | 30 | 7  | 10 | 13 | 36 | 53 | -17 |
|  | 13.  | Sporting Matera             | 29 | 30 | 7  | 8  | 15 | 28 | 42 | -14 |
|  | 14.  | Corleto Perticara           | 19 | 30 | 4  | 7  | 19 | 27 | 62 | -35 |
|  | 15.  | Brienza                     | 15 | 30 | 2  | 9  | 19 | 24 | 79 | -55 |
|  | 16.  | Pomarico (-4)               | 13 | 30 | 3  | 8  | 19 | 29 | 53 | -24 |

Legenda:
      Promossa in Serie D 2017-2018
      Ammessa ai play-off nazionali.
 Ammessa ai play-off o ai play-out
      Retrocessa in Promozione 2017-2018
Note:
Tre punti a vittoria, uno a pareggio, zero a sconfitta.
Il Pomarico ha scontato 4 punti di penalizzazione.

## Spareggi

### Play-off

#### Semifinale
|                             | Risultati |             | Luogo e data  |
| --------------------------- | --------- | ----------- | ------------- |
| A. Cristofaro Oppido Lucano | 1 - 2     | Real Senise | 7 maggio 2017 |
|                             |           |             |               |

#### Finale
Il Soccer Lagonegro '04 ha vinto i play-off regionali, accedendo ai play-off nazionali, grazie al miglior piazzamento al termine della stagione regolare rispetto al Real Senise.
|                      | Risultati |             | Luogo e data   |
| -------------------- | --------- | ----------- | -------------- |
| Soccer Lagonegro '04 | 1 - 1     | Real Senise | 14 maggio 2017 |
|                      |           |             |                |

### Play-out
|                   | Risultati |         | Luogo e data  |
| ----------------- | --------- | ------- | ------------- |
| Corleto Perticara | 3 - 2     | Brienza | 7 maggio 2017 |
|                   |           |         |               |